# Maudy Piot
Pour les articles homonymes, voir Piot et Jacomet.
Maudy Henriette Claude Piot, née Jacomet le 9 juillet 1940 à Hamrun (Malte) et morte le 25 décembre 2017 à Paris, est une psychanalyste et militante féministe française.

## Biographie
Maudy Jacomet voit le jour le 9 juillet 1940 à Hamrun dans l'île de Malte, où ses parents, Georges Jacomet et Madeleine Casteil faisaient escale lors d'un voyage en Syrie, son père étant nommé magistrat au tribunal de Damas.
Elle vit dans son enfance et son adolescence entre les Pyrénées-Orientales et le 15e arrondissement de Paris, élevée par sa grand-mère maternelle.
Très tôt sa vue a commencé à baisser jusqu'à ce que le diagnostic soit posé, à son adolescence, d'une rétinite pigmentaire héréditaire (dont seront atteints sa sœur et son frère beaucoup plus tardivement).
Elle veut faire des études de médecine mais sa vue l'en dissuade. Elle obtient cependant le diplôme d'État d'infirmière, mais dans cette profession aussi elle ne peut poursuivre que quelques années. Elle opte alors pour une formation de kinésithérapeute, métier qu'elle exerce jusqu'au début des années 1970. Elle s'intéresse alors à la psychologie clinique, poursuit une formation universitaire dans cette discipline, obtient un D.E.A. en psychologie clinique et psychanalyse. Elle exerce en hôpital près d'enfants, autistes particulièrement, et près d'adultes en cabinet.
Elle épouse en 1974 Alain Piot qui travaille dans la formation professionnelle des adultes, est gestionnaire de formation en entreprise et sociologue diplômé de l'EHESS. Le couple a deux enfants.
Maudy Piot réfléchit depuis longtemps à partir de sa propre expérience et des récits de ses patient(e)s, dont plusieurs perdent la vue, à l'aventure particulière de ceux qui perdent la vue progressivement (« jour après jour, comme le soleil se cache à l'horizon » dit-elle). À l'occasion de son DEA. elle invente le concept de « perdant la vue » qu'elle distingue des qualificatifs d'aveugle ou de malvoyant. Elle publiera en 2004 un livre intitulé Mes yeux s'en sont allés. Variations sur le thème des perdant la vue.
Se sentant mal à l'aise dans les associations spécifiques aux aveugles et malvoyants, et considérant la maigre place « accordée » aux femmes dans ces structures, elle construit avec son mari une approche du polyhandicap où les femmes ont la parole. La première initiative du couple est un forum, intitulé « Femmes  handicapées citoyennes », à l'hôtel de ville de Paris auquel participent un millier de personnes, avec le soutien de la première adjointe au maire, Anne Hidalgo, et dont la marraine est Lucie Aubrac, la célèbre résistante qui deviendra une amie.

## L'Association femmes pour le dire, femmes pour agir (FDFA)
Ce premier forum donne naissance en 2003 à l'Association femmes pour le dire, femmes pour agir (FDFA) dont Maudy Piot devient la présidente-fondatrice, poste qu'elle occupe jusqu'à sa mort le 25 décembre 2017. Une équipe composée de femmes et d'hommes, handicapés ou non, forme le noyau actif et militant de l'association.
Pendant les 15 années de sa présidence, Maudy Piot mène un combat pour la pleine citoyenneté des femmes handicapées, quel que soit leur handicap, ou plutôt leur « différence » comme elle préfère dire, et contre la double discrimination dont elles sont l'objet, comme femmes et comme handicapées,,,. Elle-même se définit ainsi : « J'ai été militante avant de naître. En effet, perdant la vue depuis mon enfance, j'ai toujours lutté d'abord contre mon handicap que je ne pouvais pas accepter, puis pour travailler, pour être mère, et enfin, au nom de mes sœurs handicapées ».
Elle rejoint naturellement les courants féministes dont elle partage les combats.
À partir de 2010, le combat de Maudy Piot prend un tour nouveau. Constatant lors d'un colloque intitulé Violences envers les femmes : le non des femmes handicapées que quatre femmes handicapées sur cinq ont été ou sont victimes de violences, elle met en place avec son Association FDFA un service d'écoute téléphonique de ces femmes, proposant également un accompagnement (juridique, social, psychologique, etc.),. C'est un combat supplémentaire qu'elle mène avec acharnement jusqu'à sa mort et que poursuit l'Association FDFA,.
Maudy Piot mène en 2017 un ultime combat : contre un cancer du pancréas. Déterminée à vaincre sa maladie, elle refuse jusqu'au bout de se dire vaincue. Elle meurt le 25 décembre 2017.
Le Haut Conseil à l'égalité entre les femmes et les hommes (HCE), dont elle était membre depuis 2015, déclare : « [Maudy Piot] nous laisse en héritage sa détermination sans faille à rendre visibles et reconnaître les violences spécifiques dont sont victimes les femmes handicapées »,.

## Distinctions et hommages
- 6 avril 2012 :  Chevalière de la Légion d'honneur[15].
- Le 27 mars 2018 un hommage solennel lui est rendu à l'Hôtel de Ville de Paris, présidé par la Maire Anne Hidalgo[16].
- Décembre 2018  Le Conseil de Paris décide à l'unanimité d'attribuer le nom de Maudy Piot-Jacomet à un Jardin de la ville de Paris dans le 14ème arrondissement, qui est inauguré par Anne Hidalgo le 5 juillet 2019, en présence de sa famille, de son association, et de nombreux amis[17].

## Publications

### Être un perdant la vue
Dans son mémoire de D.E.A. à l'Université Paris VII, sous la direction du Professeur Paul-Laurent Assoun, en 1997, Maudy PIOT définit ce qu'elle entend par l'expression "Perdant la vue" qu'elle reprendra dans son livre "Mes yeux s'en sont allés - Variations sur le thème des perdant la vue" (2004) : "Quelle aventure unique de vivre chaque instant sans savoir ce que l'on va percevoir des choses de la vie ! La fluctuation de la perception des objets est imprévisible puisqu'elle dépend de l'éclairage, de la luminosité, de la pénombre, de la position du sujet dans l'espace, de sa fatigue également, de son stress, et de son état psychologique. Que veut dire perdre la vue au quotidien, que signifie être un perdant la vue, quelle histoire étrange que d'être perçu par l'autre comme voyant quand on sombre dans la nuit et que l'autre ne peut pas le croire puisque le perdant la vue se bat pour le cacher et pour continuer à vivre comme l'autre !". ("Entre l'œil et le regard", Inédit, août 1997, DEA de Psychopathologie fondamentale, Psychanalyse - Biologie).

### Ouvrages
- Mes yeux s'en sont allés - Variations sur le thème des perdant la vue, L'Harmattan, 2004, récits autobiographiques et poèmes.
- Femmes handicapées, citoyennes avant tout, 2003-2013, livre du 10e anniversaire de l'Association femmes pour le dire, femmes pour agir (FDFA).

- Entre l’œil et le regard, L'Harmattan, décembre 2020.

### Articles
- « Le regard est visage - Le visage est regard », Recherches en psychanalyse, no 6,‎ février 2006, p. 131-137 (lire en ligne)
- « L’imposture du handicap », La nouvelle revue de l'adaptation et de la scolarisation, no 75,‎ mars 2016, p. 61-69 (lire en ligne)

### Ouvrages en collaboration
Publiés chez L'Harmattan.
- « Femmes handicapées citoyennes », in Actes du colloque de FDFA le 25 novembre 2003, avec Lucie Aubrac.
- « Femmes handicapées : la vie devant elles », in Actes du colloque de FDFA le 16 novembre 2005, avec Simone Veil.
- « Être mère autrement - Handicap et maternité », in Actes du colloque du 17 mars 2007, avec Albert Jacquard.
- « Femme, Création, Handicap », in Forum du 11 décembre 2007, avec Nicoletta.
- « Communication et handicap », in Actes du colloque du 5 avril 2008, avec Noëlle Châtelet.
- « Le fœtus, une personne ? », in Actes du colloque du 16 mai 2009, avec Benoîte Groult.
- « Femme Travail Handicap », in Forum du 19 novembre 2009, DVD de 95 min, avec Claudie Haigneré.
- « Violences envers les femmes : le non des femmes handicapées », in Actes du colloque du 19 juin 2010, avec Michelle Perrot.
- « Handicap, estime de soi, regard des autres », in Actes du colloque du 5 mars 2011.
- « Des Solitudes », in Actes du forum du 6 décembre 2011, avec Anne Quéméré. Il existe également un DVD de ce forum réalisé par Eric Canda (Jaris Productions).
- « Autonomie enchaînée, autonomie déchaînée », in Actes du forum du 24 mars 2012, avec Françoise Héritier.
- « La citoyenneté au féminin », in Forum du 11 avril 2013 – 10e anniversaire de FDFA.
- « Vulnérabilités, handicaps, discriminations : On en parle ! », in Forum du 19 novembre 2013, avec Charles Gardou.
- « Du corps imaginaire à la singularité du corps (le féminin en question) », in Colloque du 11 avril 2015, avec Simone Korff-Sausse.
- « Violences de genre, violences du handicap », in Forum du 15 octobre 2015, avec Ségolène Neuville.
- « Les aventurières de la vie : le handicap au-delà de ses limites », in Actes du forum du 19 mars 2016, avec Pinar Selek.